# Dynix
Dynix är en Unixversion som ursprungligen utvecklades av Sequent.
Sequent köptes upp av IBM, köpet gjorde att IBM kom åt Sequents NUMA-Q och RCU (Read-Copy-Update), teknologier som gör att system med väldigt många processorer kan fungera effektivt. IBM hade under flera år försökt få SMP-system att skala upp mot tusentals processorer, utan att använda NUMA har det visat sig väldigt svårt.